# Raga (Einheit)
Raga, auch Rehga oder Raza, war eine Maßeneinheit auf den Sulu-Inseln im äußersten Südwesten der Philippinen. 
Das Raga war ein Getreidemaß, vorrangig für Reis.
- 1 Raga = 10 Gantangs = 80 Panchings
- 1 Raga = 48 Pfund plus 11,5 Lot (Preußen 1 Lot = 16,667 Gramm) etwa 24,192 Kilogramm
- 2 ½ Raga = 1 Picul (chines. Kanton)/Pikul = 60,479733 Kilogramm